# Schwachhausen
Schwachhausen (plattdeutsch Swachhusen) ist ein Stadtteil von Bremen und gehört zum Bremer Stadtbezirk Ost.

## Geografie und Ortsteile

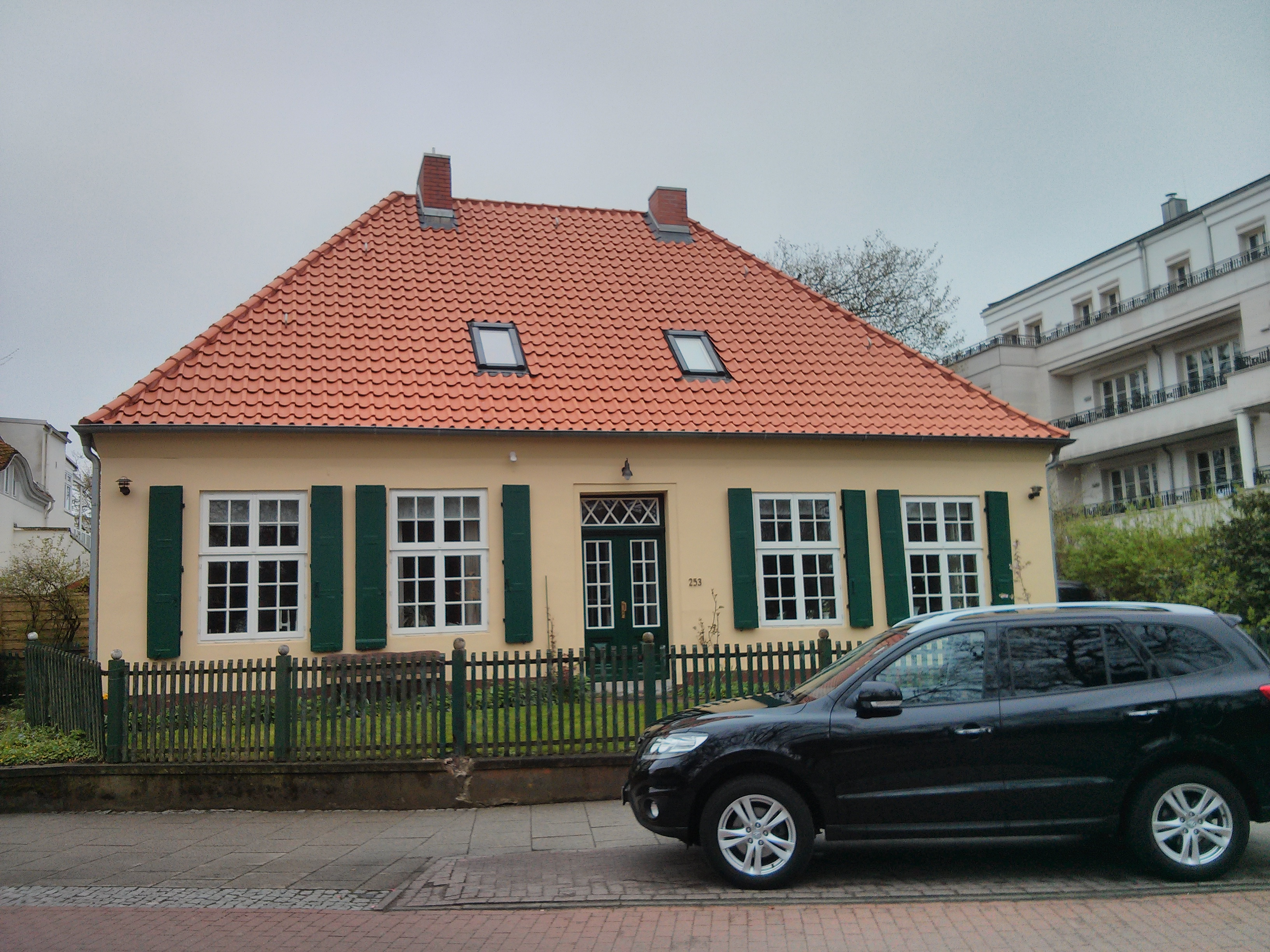
Das Müllerwohnhaus ist das letzte erhaltene Haus des alten Dorfes Schwachhausen.

Schwachhausen schließt nördlich an die Bremer Innenstadt an. Die Bebauung besteht hauptsächlich aus alleinstehenden Villen und sogenannten Bremer Häusern, viele davon im Jugendstil.

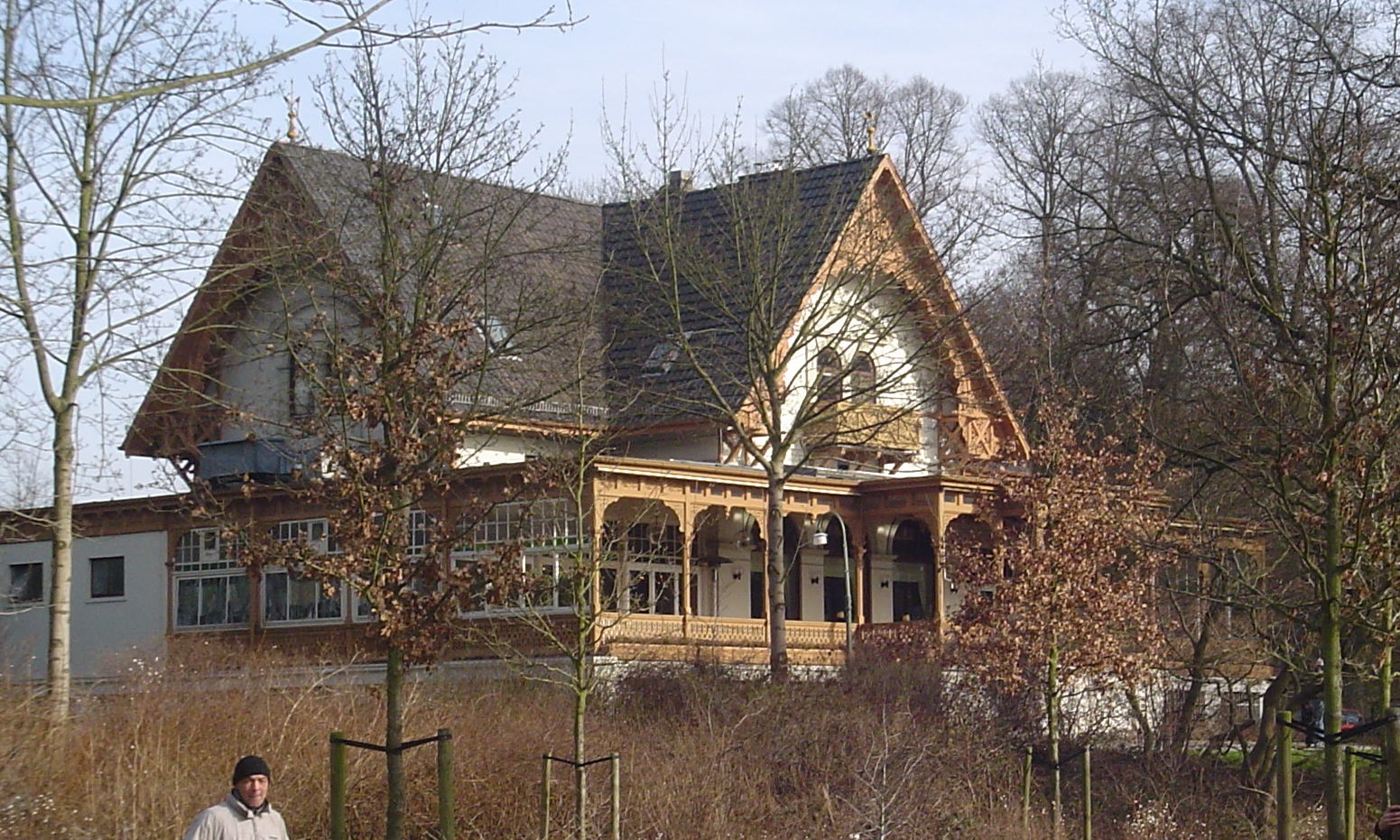
Die Nordhälfte des Bürgerparks mit der Meierei gehört zu Neu-Schwachhausen.

Der heutige Stadtteil umfasst auch Gebiete, die nicht zum gleichnamigen Dorf gehörten. Insbesondere sind dies der Bürgerpark und der Stadtwald, die im 19. Jahrhundert auf Teilen der Bürgerweide angelegt wurden, sowie das so genannte ‚vordere Schwachhausen‘, historisch ein Teil der Pagenthorner Feldmark.
Die Westgrenze des Stadtteils und des Bürgerparks bildet der Neue Torfkanal. Im Osten reicht der Stadtteil bis über die Bürgermeister-Spitta-Allee, im Süden bis an die Bahnstrecken nach Hannover und Osnabrück.
In Schwachhausen stehen unter anderem das Krankenhaus St. Joseph-Stift und das Focke-Museum. Bis zum Umzug ins Faulenquartier befanden sich in Schwachhausen auch die Studio- und Betriebsgebäude der Hörfunkabteilung von Radio Bremen.

### Neu-Schwachhausen
Fläche: 2,92 km², 6.114 Einwohner (2.094 Einwohner je km²)
Neu-Schwachhausen ist der Ortsteil zwischen dem Schwachhauser Ring im Süden und der Bahnstrecke Bremen–Hamburg im Norden. Im Osten reicht er bis zur H.-H.-Meier-Allee, im Westen bis an den Torfkanal, umfasst also auch den Stadtwald und die Nordhälfte des Bürgerparks. Teilweise herrscht lockere Bebauung mit Einfamilienhäusern vor. In den 1950er und 1960er Jahren errichteten die Bremer Beamtenbaugesellschaft (BBG) und der Bremer Schoss drei- bis fünfstöckige Blöcke mit Mietwohnungen. Im Norden bis zur Bahnlinie schließen sich Kleingartengebiete an. Am Baumschulenweg liegen die Hallen und Plätze des Sportvereins Bremen 1860. Entlang der H.-H.-Meier-Allee verkehrt die Straßenbahnlinie 6 und auf der Crüsemannallee die Linie 8.
Die Wohnbauanlagen Sparer-Dank Kulenkampffallee an der Kulenkampffallee von 1961 bis 1966 nach Plänen von Gerhard Müller-Menckens, Friedrich Heuer und Gunter Müller zählen zu den bedeutenden Bremer Bauwerken.

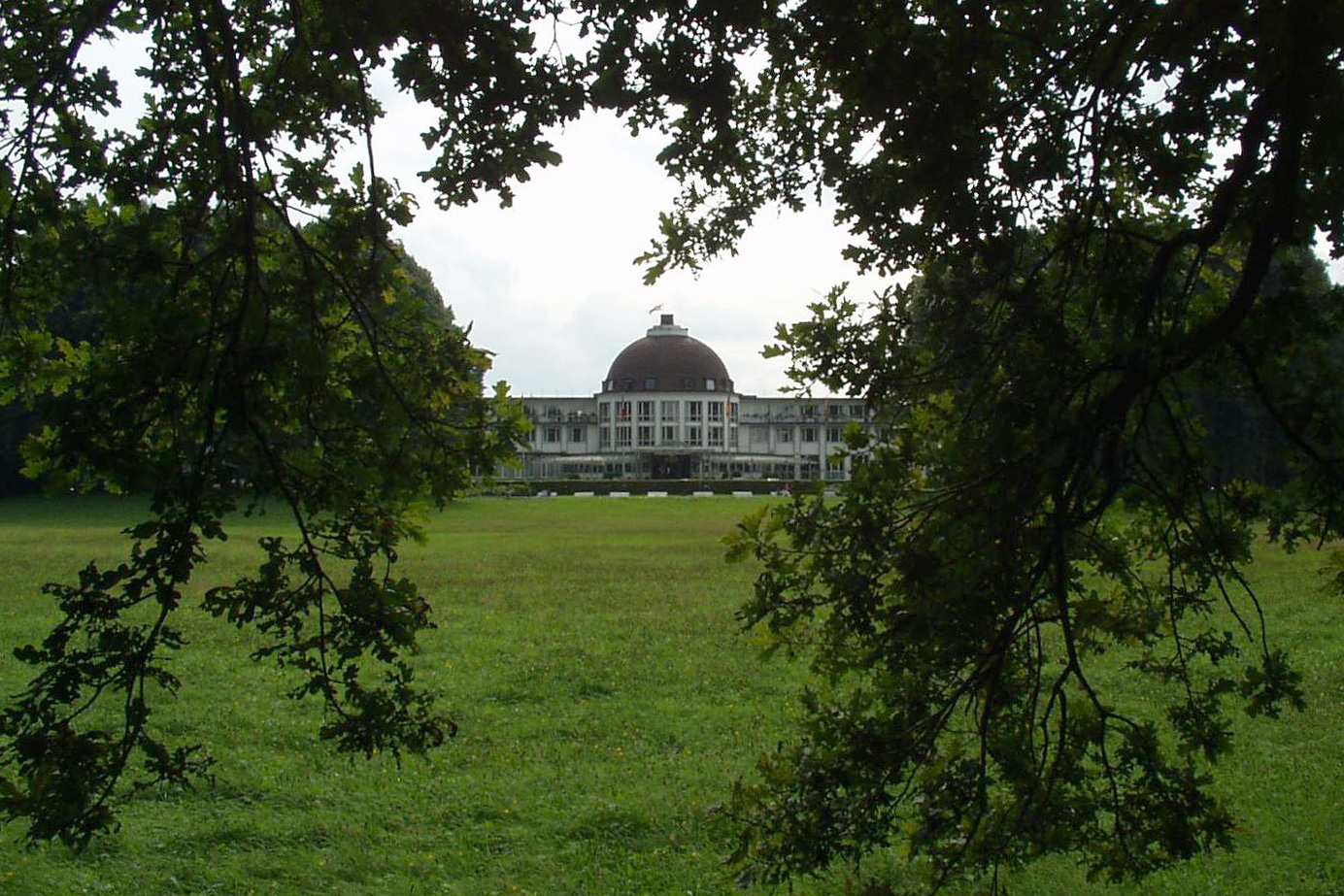
Das Parkhotel im südlichen Teil des Bürgerparks

### Bürgerpark
Fläche: 1,36 km², 4.351 Einwohner (3.199 Einwohner je km²)
Zum Ortsteil gehört die Südhälfte des Bürgerparks mit Hollersee,  Parkhotel und Marcusbrunnen.
Die Wohnbebauung des Ortsteils Bürgerpark steht bis auf ein kleines Dreieck im Nordosten auf dem Gebiet der Pagenthorner Feldmark.

### Barkhof

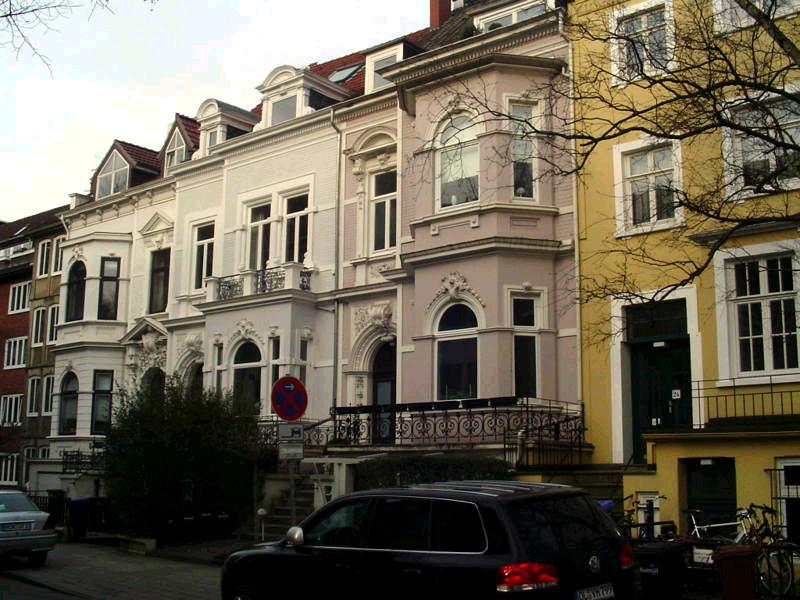
Häuserzeile am Barkhof

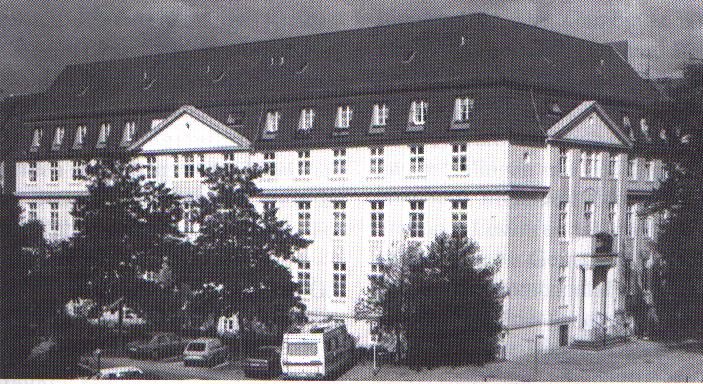
Catharinenstift, Parkallee Ecke Hohenlohestraße

Fläche: 0,37 km², 2.968 Einwohner (8.022 Einwohner je km²)
Der Name Barkhof stammt aus dem niederdeutschen Wort für Birke. Erstmals erwähnt wurde er als erzbischöflicher Berchowe im Weidebrief von 1159. In späteren Urkunden hieß er 1313 Berchhof und 1412 Berckhof.
Abgesehen vom zwischen heutiger Franz-Liszt-Straße, Stern und Parkallee gelegenen Grundstück des Barkhofes gehörte das Gebiet des heutigen Ortsteils östlich der Parkallee zum Pagenthorner Feld, westlich der Parkallee zur Bürgerweide. Von deren heutigem Gelände gehört der Nelson-Mandela-Park mit zum Ortsteil. Dort steht das 1931/32 nach einem Entwurf des Münchener Bildhauers Fritz Behn in Form eines Elefanten aus Backstein errichtete Reichskolonialehrenmal, welches durch Beschluss der Bremer Bürgerschaft vom 19. September 1989 zum Antikolonialdenkmal umgewidmet wurde.
Das Gymnasium am Barkhof wurde 1989 aufgelöst. Die Räumlichkeiten wurden danach von der Universität Bremen und zudem zeitweise vom Hermann-Böse-Gymnasium genutzt. Seit 2012 befindet sich dort die Oberschule am Barkhof.
An der Hohenlohestraße / Ecke Hermann-Böse-Straße steht die Kreuzkirche der Evangelisch-Freikirchlichen Gemeinde. Am anderen Ende der Hohenlohestraße, Ecke Parkallee, betreibt das Diakoniewerk der Gemeinde das St. Catharinenstift, das auf ein mittelalterliches Beginen-Stift zurückgeht.
Auf dem Platz Ecke Hermann-Böse-Straße / Parkstraße / Slevogtstraße befindet sich das 1905 aufgestellte Reiterstandbild für Kaiser Friedrich III. des Bildhauers Louis Tuaillon. Umgeben wird das Denkmal durch das unter Denkmalschutz stehende Ensemble Kaiser-Friedrich-Platz der Wohnhäuser von 1902 bis 1905. Auch die Wohnhausgruppe Delbrückstraße befindet sich im Ortsteil.

### Riensberg

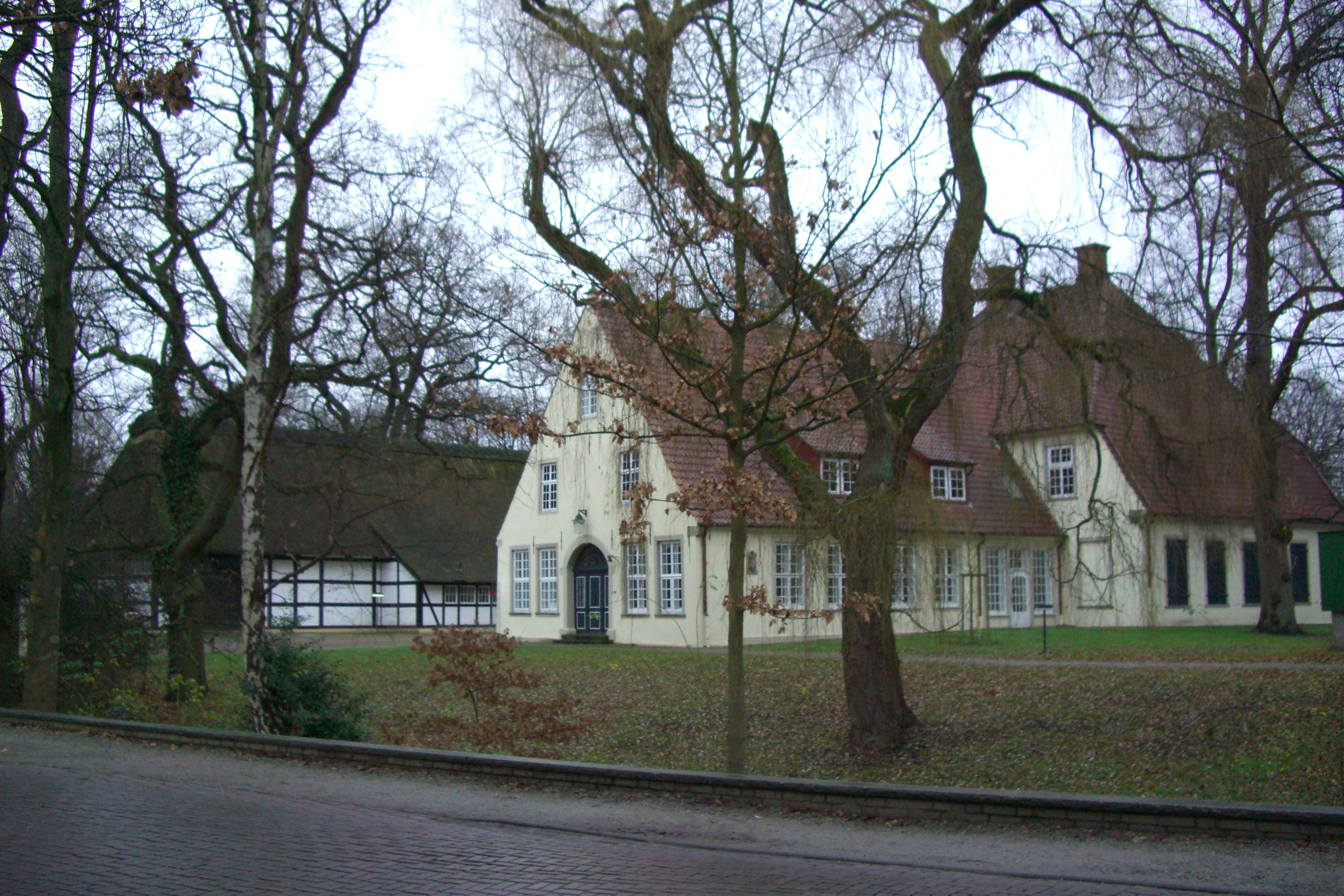
Gutshaus Riensberg, dahinter ein umgesetztes Bauernhaus aus Mittelsbüren

Fläche: 1,14 km², 6.333 Einwohner (5.555 Einwohner je km²)
Der Gutsbezirk Riensberg war eine eigene Gemarkung zwischen den Dörfern Schwachhausen und Horn.
Das ehemalige Gut Riensberg beherbergt seit 1953 das Bremer Landesmuseum für Kunst- und Kulturgeschichte (Focke-Museum). Der Riensberger Friedhof ist neben den Friedhöfen Walle und Osterholz einer der drei großen Friedhöfe der Stadt, welcher ab 1875 nach der Verlegung des Friedhofes vom Herdentorsteinweg entstanden ist. Hier befinden sich die Gräber vieler Bremer Persönlichkeiten.

### Radio Bremen
Fläche: 1,32 km², 7.732 Einwohner (5.858 Einwohner je km²)
In diesem Ortsteil befanden sich bis 2007 das Ortsamt Schwachhausen-Vahr und die Hörfunkabteilung der öffentlich-rechtlichen Rundfunkanstalt Radio Bremen, die diesem Ortsteil den Namen gab. Radio Bremen hat den Ortsteil im September 2007 verlassen und ist in das Faulenquartier an der Weser umgezogen. Als herausragend gilt der 1952 erstellte Radio Bremen Sendesaal, der aufgrund seiner besonderen Bauweise über eine europaweit einzigartige Akustik verfügt. Er wird heute noch für Konzerte und andere Veranstaltungen genutzt.

### Schwachhausen

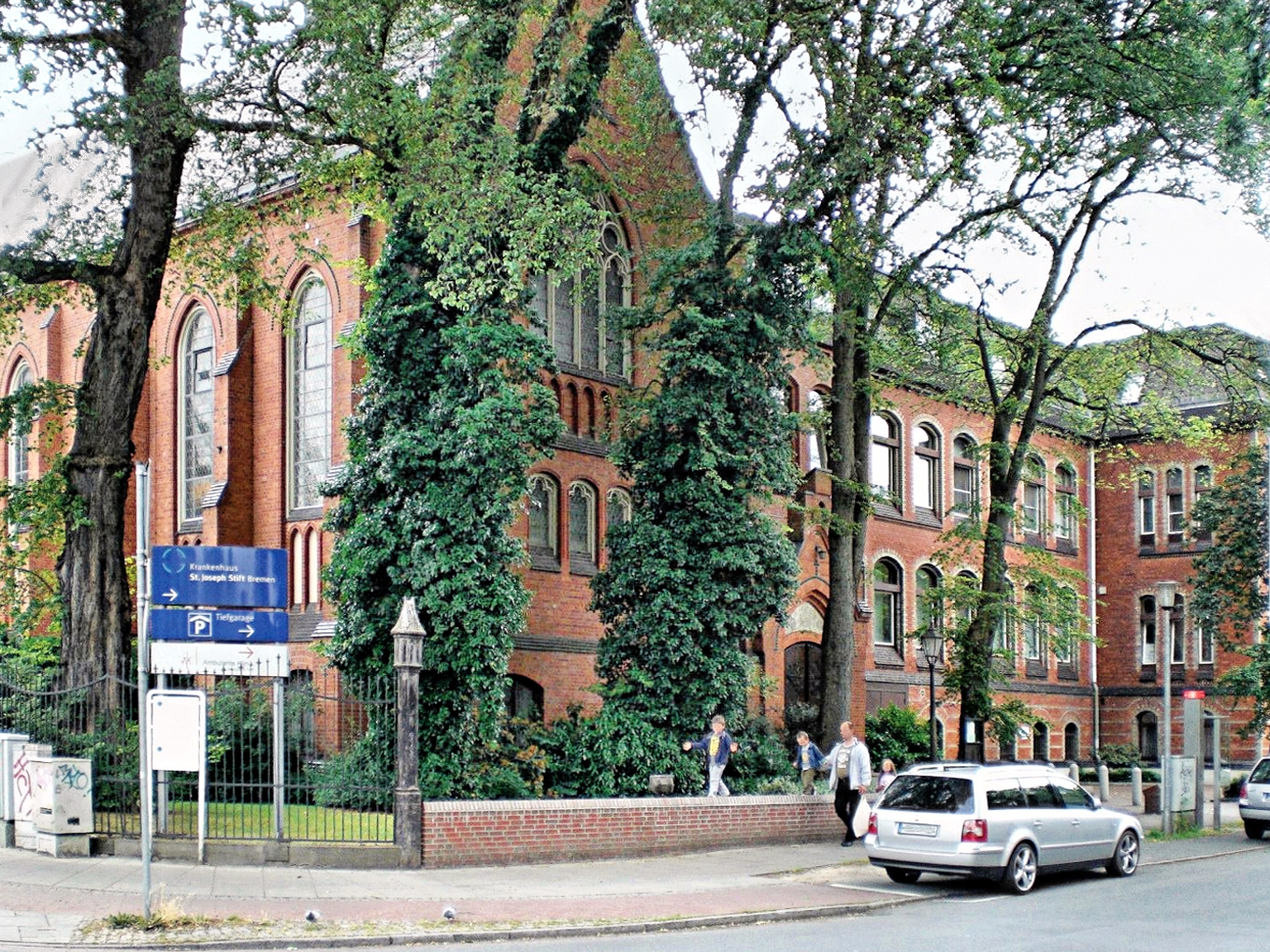
Krankenhaus St. Joseph-Stift, ältester Teil, links die Kapelle

Fläche: 0,54 km², 3.629 Einwohner (6.720 Einwohner je km²)
Der heutige Ortsteil Schwachhausen liegt zu etwa 60 % auf dem Gebiet der Pagenthorner Feldmark und nur zu 40 % auf der alten Gemarkung des Dorfes Schwachhausen. Er hat keinen Anteil an der alten Ortslage des Dorfes.
Im Ortsteil liegen das ursprünglich als Mädchengymnasium gegründete Kippenberg-Gymnasium und das katholische Krankenhaus St. Joseph-Stift.

### Gete
Fläche: 1,21 km², 8.185 Einwohner (6.764 Einwohner je km²)
Der Ortsteil ist nach dem Bach Gete benannt. Er floss durch die Getekuhlen, die einst Streitobjekt zwischen Fischern und Anrainern waren. Von diesen Kuhlen ist noch ein kleiner Teich im Parzellengebiet „Stiller Frieden e. V.“ geblieben.
Das Bürohaus Schwachhauser Heerstraße 41 wurde für die Deutsche Apotheker- und Ärztebank (Düsseldorf) 1971/72 gebaut, 1974 vom BDA-Bremen ausgezeichnet und ist seit 2010 ein Bürohaus, das von Dienstleistungsunternehmen genutzt wird.

Das Terrassenhaus von 1971, Obernkirchner Straße 16, wurde für 65 Wohnungen nach Plänen von Kurt Schmidt und Karl-Heinz Stelling gebaut.

## Geschichte

### Name
Der Name Schwachhausen kommt von Aussiedlern aus der Region um Celle. Er könnte von dem in Schwachhausen ansässigen Bauern Sivico abgeleitet worden sein oder vom niederdeutschen Wort sweeg, was feucht bedeutet.

### Mittelalter bis 1803
Historisch betrachtet besteht das Gebiet des heutigen Stadtteils Schwachhausen aus fünf Teilen, dem Dorf Schwachhausen, dem Gutsbezirk Riensberg, der Pagenthorner Feldmark, dem Barkhof und einem Teil der Bürgerviehweide.
Die Bürgerweide wurde schon 1070 von Adam von Bremen erwähnt, in seiner Darstellung der Gräfin Emma von Lesum, die 1032 diese Weide den Bremer Bürgern schenkte. Im Bremer Weidebrief von 1159, in dem der Erzbischof Hartwig I. der Stadt den Besitz der Bürgerweide bestätigte, wurde als deren Ostgrenze statt einer Grenzlinie das Gebiet des Dorfes Schwachhausen angegeben. Es war damals ein bäuerliches Marschendorf ohne Ortskern und Dorfkirche. 1212/13 zerstörten die Stedinger das Gut Riensberg.
Die Grenze zwischen der reichsstädtischen Pagenthorner Feldmark und dem erzbischöflichen, ab 1648 schwedischen und ab 1719 hannöverschen Schwachhausen, folgte zwischen der heutigen Kirchbachstraße und der Bürgerviehweide (heute großenteils Bürgerpark) etwa einer Linie aus Kurfürstenallee, Freie Waldorfschule Bremen, Carl-Schurz-Straße und dem westlichsten Stück der Parkallee. Der Barkhof gehörte als Exklave zum Erzstift und schließlich zu Hannover. Riensberg wiederum, zwischen Friedhofstraße, Schwachhauser Heerstraße und kleiner Wümme, gehörte wie das nördlich angrenzende Hollerland der Freien Reichsstadt Bremen.

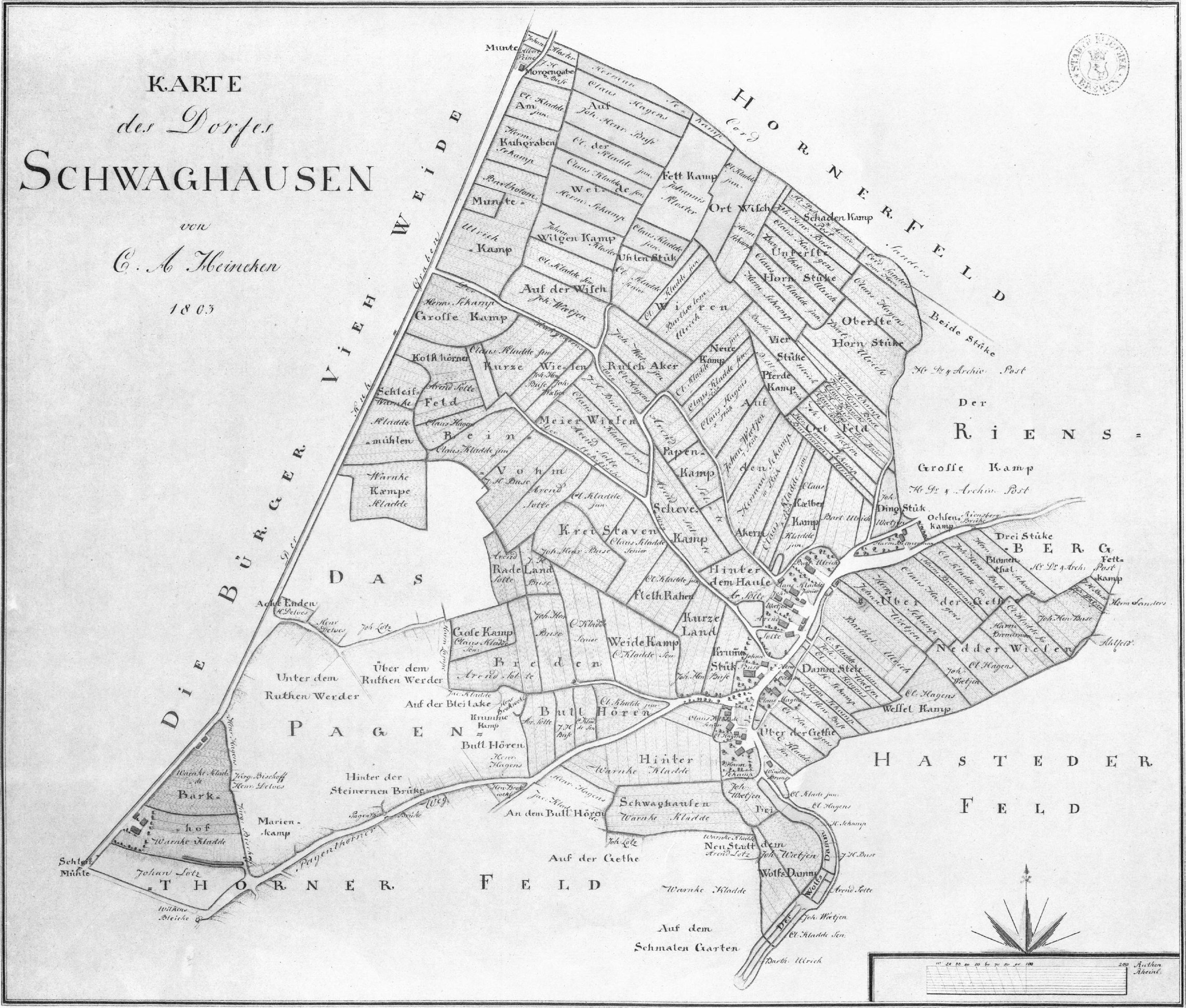
Schwachhausen 1803

Im 18. Jahrhundert standen die Häuser Schwachhausens in lockerer Folge entlang der Gete und des hier an ihrem Westufer verlaufenden Weges vom Herdentor nach Horn (heute ein Teil der Schwachhauser Heerstraße) zwischen der Kirchbachstraße und der Friedhofstraße, dazu eine Gruppe ebenfalls an der Gete zwischen Kirchbachstraße und heutiger Orleansstraße. Das Dorf lag also auf der Grenze der heutigen Ortsteile Riensberg und Radio Bremen. Als eine der wenigen Häuser dieser dörflichen Bebauung sind das ehemalige Müllerwohnhaus an der Schwachhauser Heerstraße 253 und das Haus Riensberg erhalten.

### Ab 1803
Durch den Reichsdeputationshauptschluss von 1803 wurde Schwachhausen an das Bremer Landgebiet angeschlossen. Es hatte 206 Einwohner. Bremer Kaufleute errichteten ihre Landhäuser und Villen in Schwachhausen. Die landwirtschaftlichen Höfe wurden verdrängt. Gartenlokale und Tanzsalons entstanden.
1849 wurden Pagenthorn (außer der Feldmark auch Ostertor-, Steintor- und Rembertivorstadt) und die Bürgerweide in die Stadt Bremen eingemeindet.
1865 fand das Zweite Deutsche Bundesschießen auf der Bürgerweide statt. Danach erfolgte die Umwandlung großer Teile der Bürgerweide in den Bürgerpark als allgemeine Erholungsfläche. Auch der dahinter befindliche Stadtwald wurde aufgeforstet.

1875 wurde der Riensberger Friedhof angelegt.
Seit 1876 fuhr Bremens erste Pferdebahn vom Herdentor nach Schwachhausen.
Die erste elektrische Straßenbahn fuhr 1892 nach Schwachhausen. Von September 1910 bis Dezember 1911 war Schwachhausen außerdem auch durch die Parkbahn (einem Oberleitungsbus-Betrieb) mit der Bremer Innenstadt verbunden.
Das katholische St. Joseph-Krankenhaus wurde 1878–1880 gebaut.
Der Schwachhauser Ring wurde im 19. Jahrhundert als Teil der um die Bremer Innenstadt mit Kirchbachstraße, Utbremer Ring und Osterfeuerberger Ring großzügig projektierten Ringstraße (Schröderring nach Plänen von Alexander Schröder) angelegt. Er gehört zu den wenigen Alleen, bei denen die Trennung von gepflastertem Weg für den Winter – heute Straße – und dem sandigen Sommerweg für die Kutschen noch erkennbar ist.
Der Kuhgraben wurde 1889–90 vom Dobben bis zur Kleinen Wümme zugeschüttet und die Parkallee  für eine folgende Wohnbebauung  angelegt.
Die Eingemeindung des Dorfes Schwachhausen in die Stadt Bremen erfolgte 1902.

### Einwohnerentwicklung
| Orts-/Stadtteil        | 1812        | 1885        | 1905  | 1975   | 1995   | 2007   |
| ---------------------- | ----------- | ----------- | ----- | ------ | ------ | ------ |
| Neu-Schwachhausen      | 98 % / 50 % | 98 % / 50 % |       | 6.621  | 5.707  | 5.634  |
| Bürgerpark             | 5 % / 2 %   | 5 % / 2 %   |       | 4.918  | 4.653  | 4.611  |
| Barkhof                | 0 %         | 0 %         |       | 2.884  | 2.770  | 2.876  |
| Riensberg              | 80 % / 60 % | 80 % / 60 % |       | 7.396  | 6.039  | 6.120  |
| Radio Bremen           | 95 %        | 95 %        |       | 6.455  | 6.851  | 7.094  |
| Ortsteil Schwachhausen | 40 %        | 40 %        |       | 3.879  | 3.729  | 3.583  |
| Gete                   | 10–15 %     | 10–15 %     |       | 8.095  | 7.704  | 7.757  |
| Stadtteil              | 206         | 1.223       | 3.646 | 40.247 | 37.453 | 37.675 |

 Ab 1975 durchschnittliche Jahresbevölkerung als Angaben vom Statistischen Landesamt Bremen

1812 und 1885 Anteil der Gemarkung Schwachhausen (bis 1902) an der bebauten Fläche/Gesamtfläche des heutigen Ortsteils

## Politik und Verwaltung

### Beirat
Der Beirat Schwachhausen tagt regelmäßig und in der Regel öffentlich im Ortsamt oder in anderen Einrichtungen wie z. B. Schulen. Der Beirat setzt sich aus den auf Stadtteilebene gewählten Vertretern der politischen Parteien oder Einzelkandidaten zusammen. Die Beiratswahlen finden alle vier Jahre statt, zeitgleich mit den Wahlen zur Bremischen Bürgerschaft. Der Beirat diskutiert über alle Belange des Stadtteils, die von öffentlichem Interesse sind, und fasst hierzu Beschlüsse, die an die Verwaltung, die Landesregierung und die Stadtbürgerschaft weitergeleitet werden. Für seine Arbeit bildet er Fachausschüsse. Dem Beirat stehen für stadtteilbezogene Maßnahmen eigene Haushaltsmittel zur Verfügung.
Beiratssprecherin ist Gudrun Eickelberg (Bündnis 90/Die Grünen). Ihr Stellvertreter ist Christian Carstens (SPD).

### Ortsamt
Für die Stadtteile Schwachhausen und Vahr ist ein Ortsamt als gemeinsame örtliche Verwaltungsbehörde eingerichtet. Es unterstützt den Beirat bei seiner politischen Arbeit. Es soll bei allen örtlichen Aufgaben, die von öffentlichem Interesse sind, mitwirken. Es wird von einem vom Beirat vorgeschlagenen und vom Senat bestätigten Ortsamtsleiter geführt. Ortsamtsleiter ist Ralf Möller.

## Kultur und Sehenswürdigkeiten

### Bauwerke

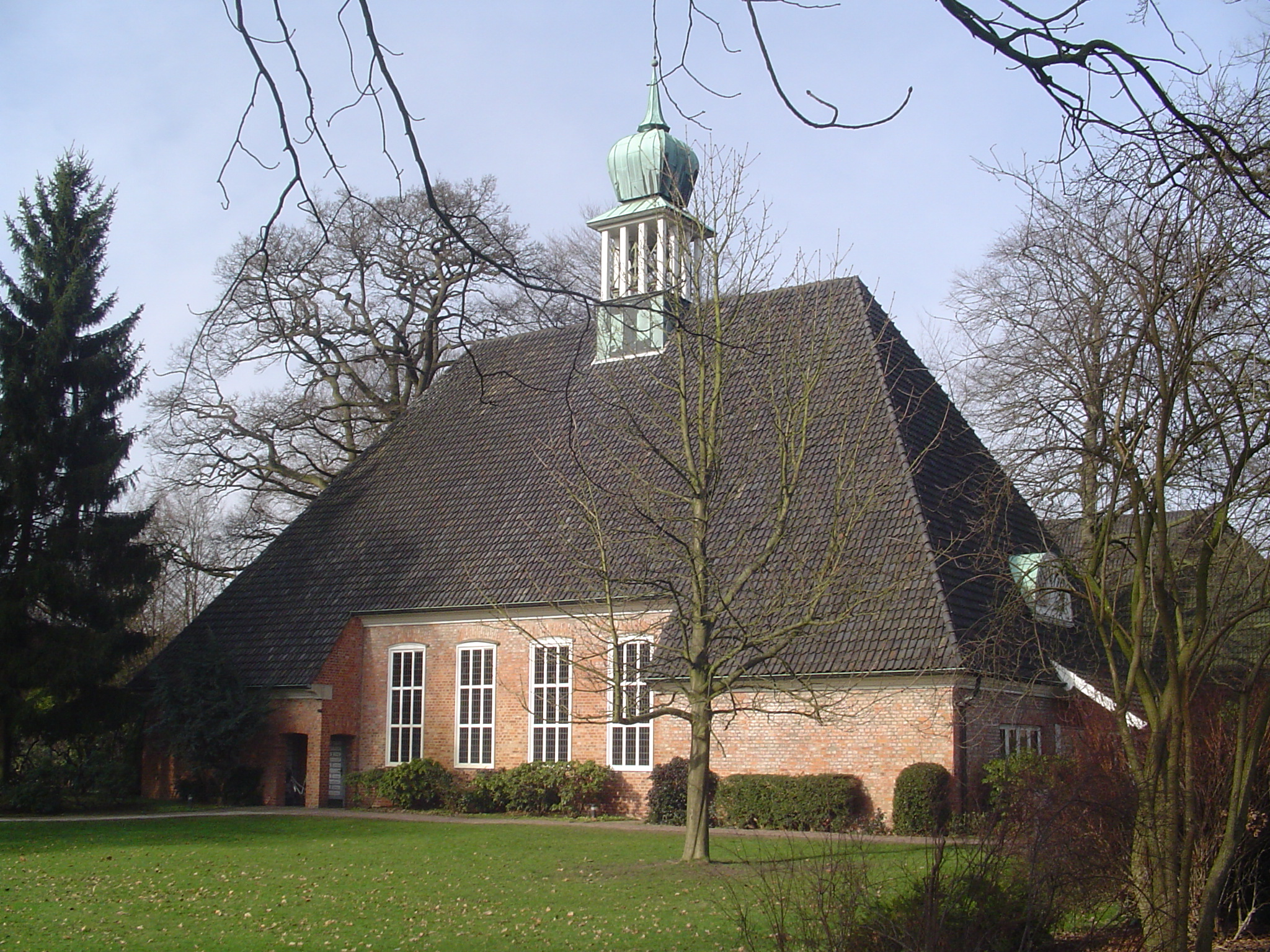
St. Remberti

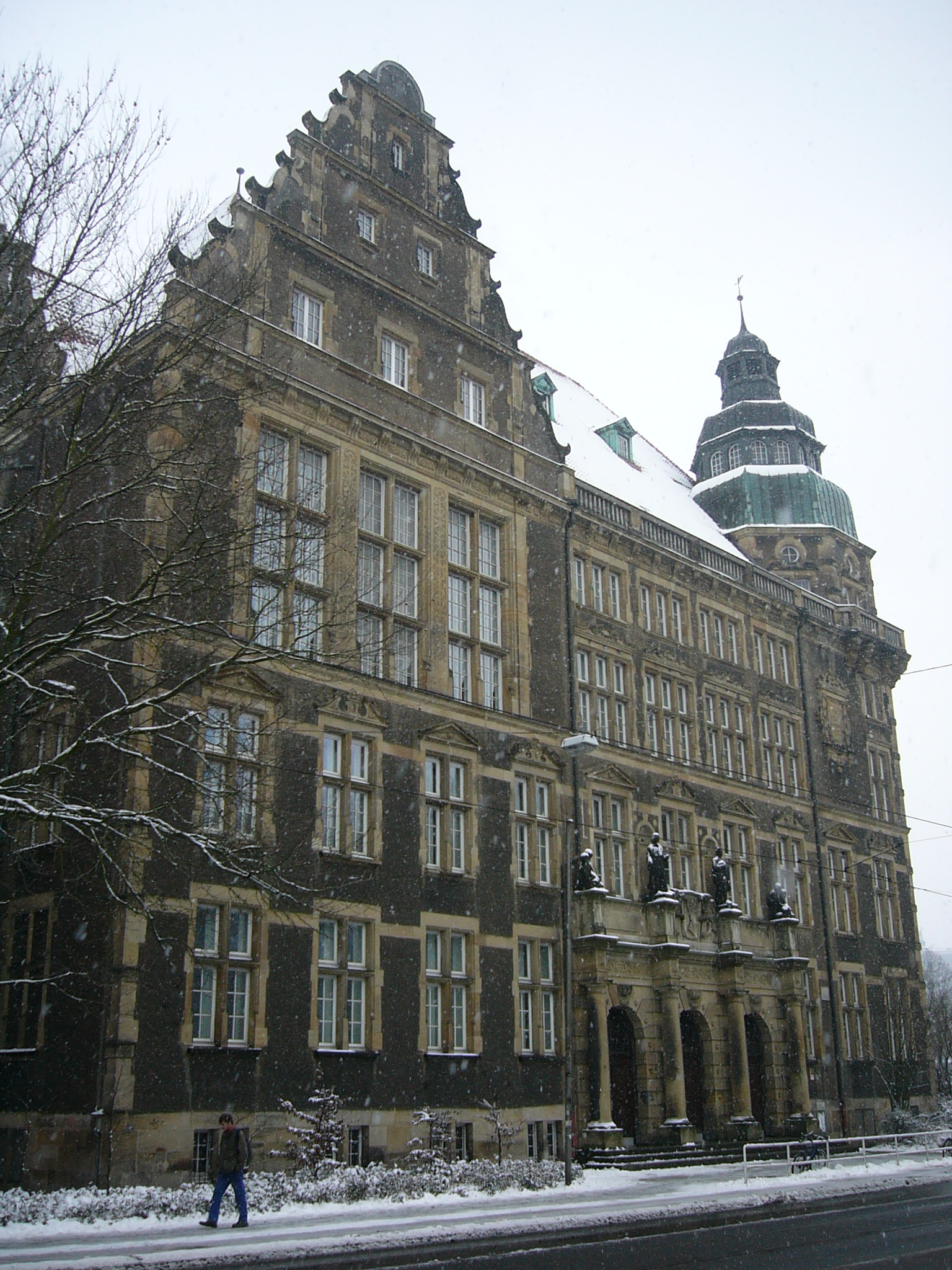
Hermann-Böse-Gymnasium

- Gymnasium an der Hermann-Böse-Straße von 1905/06
- Gymnasium am Barkhof von 1910, Parkallee 39, heute Oberschule Am Barkhof
- Reiterstandbild von Kaiser Friedrich III. von 1905 vom Bildhauer Louis Tuaillon
- Klassizistische Villa Knüppel, Blumenthalstraße 17 von 1926 nach, Architekt: Carl Eeg
- Wohnhausgruppe Hollerallee Nr. 73–79  von 1900 bis 1903 mit
  - Villa Lüdemann, Nr. 73, Architekt: Eduard Gildemeister und Wilhelm Sunkel,
  - Villa Hoffmann, Nr. 79, Architekt: Friedrich Wellermann und Paul Frölich, heute Standesamt Bremen-Mitte.
- Villenkolonie (Großbeerenstraße, Großgörschenstraße, Bordenauer Straße) von 1908, Architekt: Heinz Stoffregen, im Gesamteindruck erhalten[18]
- Villa Korff, Parkallee 79/81, von 1903, beherbergt längere Zeit das Landesarbeitsgericht Bremen, heute buddhistischen Wohngemeinschaft
- Villa Dunkel, Parkallee 101, von 1897, Architekt: Albert Dunkel
- Villa Ahlers, Parkallee 117, von 1904, Architekent: Eduard Gildemeister und Wilhelm Sunkel
- Haus Paula Becker, Schwachhauser Heerstraße 23, war Wohnhaus der Künstlerin Paula Modersohn-Becker
- Bremer Logenhaus, ehemalige Villa Kurfürstenallee 15
- Ev. St. Remberti-Kirche, Friedhofstraße 10, von 1951, Architekt: Eberhard Gildemeister[19]
- Alter Sendesaal von Radio Bremen von 1952, Bürgermeister-Spitta-Allee 45, Architekt: Hans Storm[20]
- Parkhotel im Bürgerpark von  1956, Architekten: Herbert Anker und Theodor Rosenbusch; Mittelteil mit Kuppeldach von 1913, Architekt: Rudolf Jacobs; Anbau von 2004, Architekt: Gert Schulze[21]
- Kaffeehaus am Emmasee im Bürgerpark von 1964 planten Hans Budde und Carsten Schröck. Es wurde 1974 vom BDA-Bremen ausgezeichnet[22]
- Bürohaus Schwachhauser Heerstraße 41 für die Deutsche Apotheker- und Ärztebank von 1972, Architekten: Otto Lindner (Düsseldorf), 1974 vom BDA-Bremen ausgezeichnet[15]
- Wohnhaus Schwachhauser Heerstraße 361, Architekt: Gerd Krüger für die Baugesellschaft Hübotter, 1974 vom BDA-Bremen ausgezeichnet
- Wohnhäuser Lortzingstraße 1 C und D von 1905

### Denkmale, Kunst
- Die Skulptur Füllhorn  (1985) aus Bronze vom  Bildhauer Paul Halbhuber steht vor dem Focke-Museum.
- Die Plastik Großer Hephaistos II (1991) zum Gedenken an Hephaistos, Gott des Feuers, aus Bronze von Waldemar Otto steht  im Park von Gut Riensberg.

### Museum
- Mit dem Focke-Museum in  Riensberg, Schwachhauser Heerstraße 240, wurde 1768 als Haus Riensberg begonnen. Das Haus wurde um 1780 umgebaut. Das Franzosentor von 1758 wurde von Heinrich Rabba geplant. Das Haus Mittelsbüren stammt aus dem  17. Jahrhundert. Das neue Gebäude, nach Plänen von Heinrich Bartmann und Reinhold Kargel, entstand bis 1964.[23]

### Parks, Grünzonen
- Der Bürgerpark Bremen ist der Stadtpark von Bremen. Er wurde ab 1866/1870 angelegt. Von 1877 bis 1884 war  Wilhelm Benque und von 1884 bis 1886 von Carl Orth (1984) für die Planungen verantwortlich.
- Im Norden schließt an den Bürgerpark der Stadtwald und der Stadtwaldsee an.
- Der Riensberger Friedhof ist eine parkähnliche Ruhestätte mit vielen künstlerisch gestalteten Grabmälern, Mausoleen und Gruften. Er wurde am 1. Mai 1875 eröffnet und ist bis heute in Betrieb.

## Öffentliche Einrichtungen

### Allgemein
- Ortsamt Schwachhausen/Vahr, Wilhelm-Leuschner-Straße 27
- Polizeirevier Schwachhausen, Parkallee 160
- Standesamt Bremen-Mitte, Hollerallee 79

### Schulen
- Georg-Droste-Schule, Förderzentrum für Blinde und Sehbehinderte, An der Gete 103, an der 1955 für Sehbehinderte gegründeten Schule werden seit Mitte der 1990er Jahre zudem Blinde unterrichtet, sie trägt den Namen des erblindeten Bremer Autors Georg Droste.[24]
- Grundschule An der Gete von 1957, An der Gete 103, sie hat einen musikalischen Schwerpunkt[25]
- Schule an der Fritz-Gansberg-Straße in Riensberg, Förderzentrum für den Bereich sozial-emotionale Entwicklung, benannt nach dem Reformpädagogen Fritz Gansberg
- Grundschule (seit 1945) an der Carl-Schurz-Straße, 1912/13 hatte die Pädagogin Anna Vietor das Schulgebäude für die Private Höhere Mädchenschule (Lyzeum Anna Vietor) durch den Architekten August Abbehusen bauen lassen.
- Grundschule am Baumschulenweg
- Grundschule an der Freiligrathstraße
- Hermann-Böse-Gymnasium, Hermann-Böse-Straße 1–9
- Kippenberg-Gymnasium, Schwachhauser Heerstraße 62

Privatschulen
- Krankenpflegeschule am St. Joseph-Stift, Schwachhauser Heerstraße 54, Berufs- und Fachschule
- Kunstschule Wandsbek seit 2010 in Bremen, Außer der Schleifmühle 4
- Freie Waldorfschule Bremen, Touler Straße 3

### Soziales
- Rund 30 Kindergärten, Kindertagesheime und Kindergruppen
- Einrichtungen der Jugendheime, Jugendbildungswerke, Jugendwohngemeinschaften und Jugendberatung
- Stiftungsresidenz Landhaus Horn der Bremer Heimstiftung, Schwachhauser Heerstraße 264, von 1959 nach Plänen von  Richter und Kläner[26]
- Hanseaten-Burg Pflegeheim, Straßburger Straße 20
- Altenwohn- und Pflegeheim Sparer Dank, Kulenkampffallee 142 A
- Tagesstätte Parkstraße der Diakonie (auch für Mehrfach-Behinderte), Parkstraße 115
- Dienstleistungszentrum der Paritätische Gesellschaft für soziale Dienste, Kulenkampffallee 65 a
- Dienstleistungszentrum Schwachhausen-Nord der Paritätische Gesellschaft für Soziale Dienste, Biermannstaße 17
- Dienstleistungszentrum Schwachhausen, Wachmannstr. 9
- Einrichtungen zur Gesundheitsberatung, Frauenhilfe, Männergruppen, Nachbarschaftshilfen, Obdachlosenhilfen, Selbsthilfegruppen etc.

### Kirchen, religiöse Bauwerke
- Ev. St. Ansgarii-Kirche

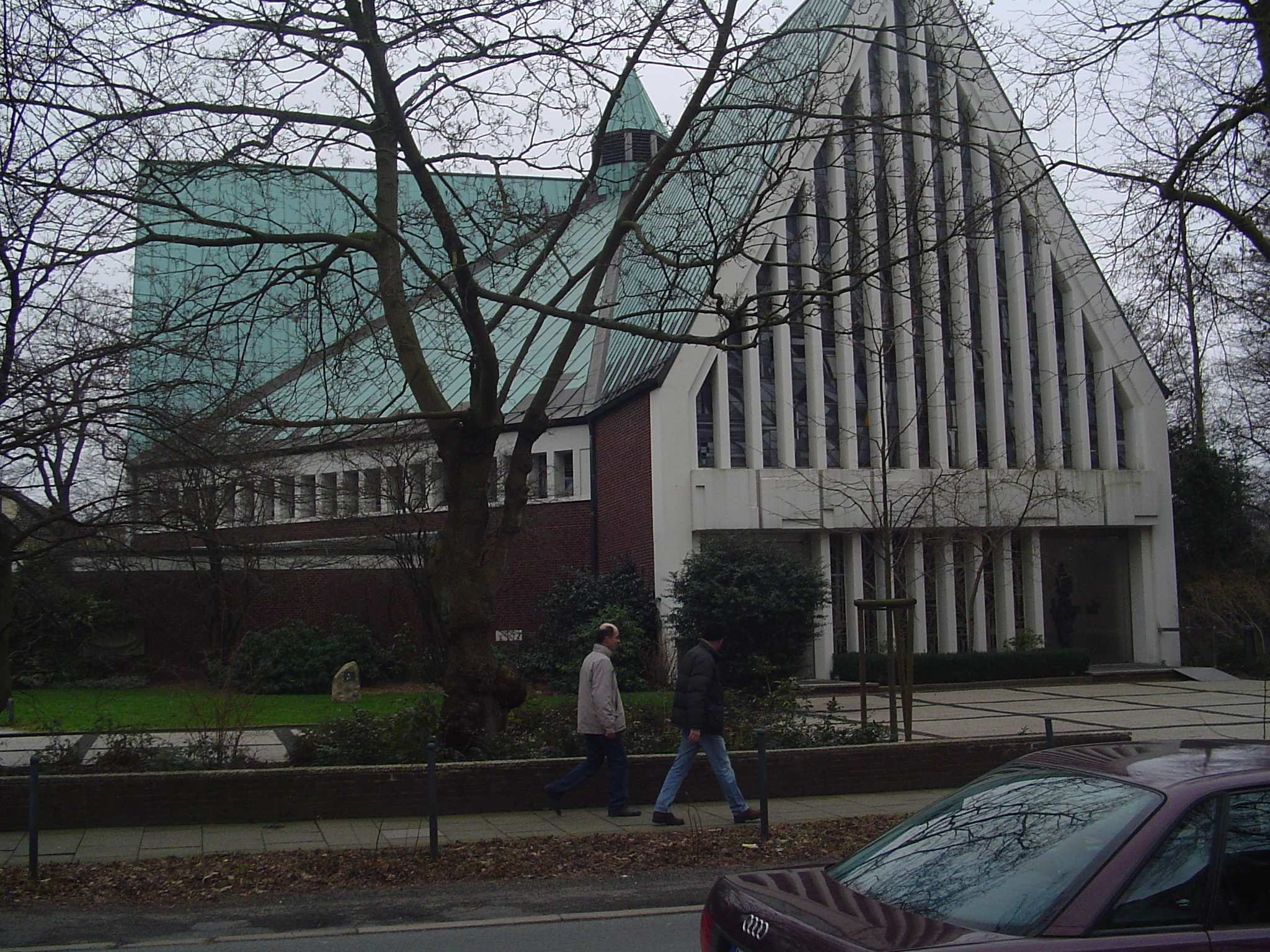
St. Ursula

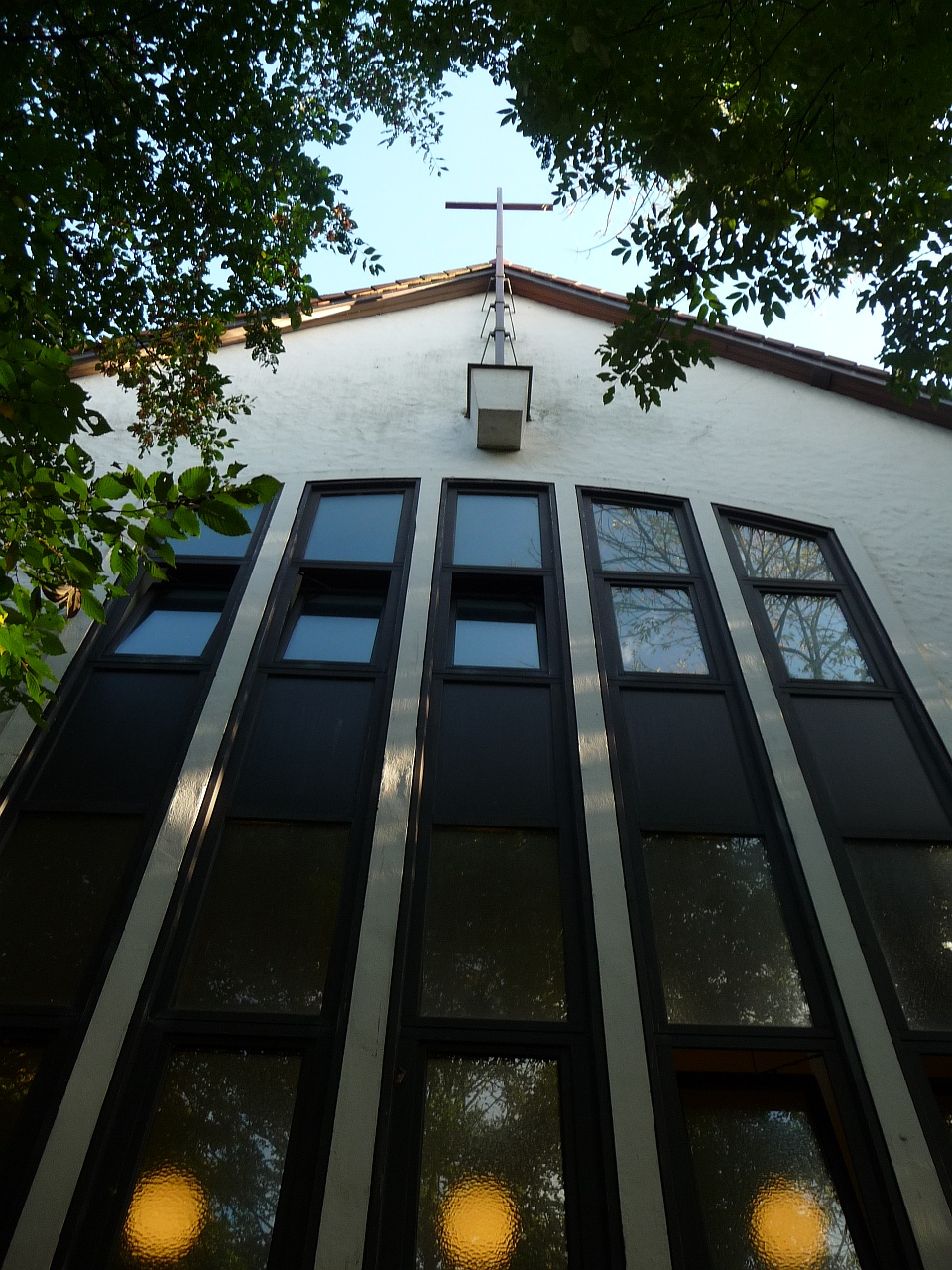
Kreuzkirche der Baptisten

- Ev.-freikirchliche (Baptisten) Kreuzkirche
- Ev. St. Rembertikirche
- Katholische St. Ursula-Kirche; Architekt: Bruns
- Ev.-methodistische Erlöserkirche
- Synagoge Schwachhauser Heerstraße, beim Novemberpogrom 1938 niedergebrannt, 1961 als Gemeindezentrum wieder errichtet; Gedenkstein von 1988[27]

### Sport
- TuS Schwachhausen von 1883, Konrad-Adenauer-Allee 86/88
- Allgemeine Turn- und Sportverein Bremen von 1860, Baumschulenweg 8/10
- Bootsclub Marienbrücke, Ahornweg 3 (bei Hotel Zur Munte)
- Bremer Tennis-Verein, Scharnhorststraße 75
- Bremer Tennis-Club, Biermannstraße 3
- Frauenlauf-Initiative Bremen (FLIB), Uhlandstraße 2
- Schießsportgruppe Nord, Schaffenrathstr. 23
- Sportgemeinschaft für Behinderte, Heinstraße 25/27
- TV Werder Bremen, Biermannstraße 1

## Wirtschaft und Verkehr

### Wirtschaft

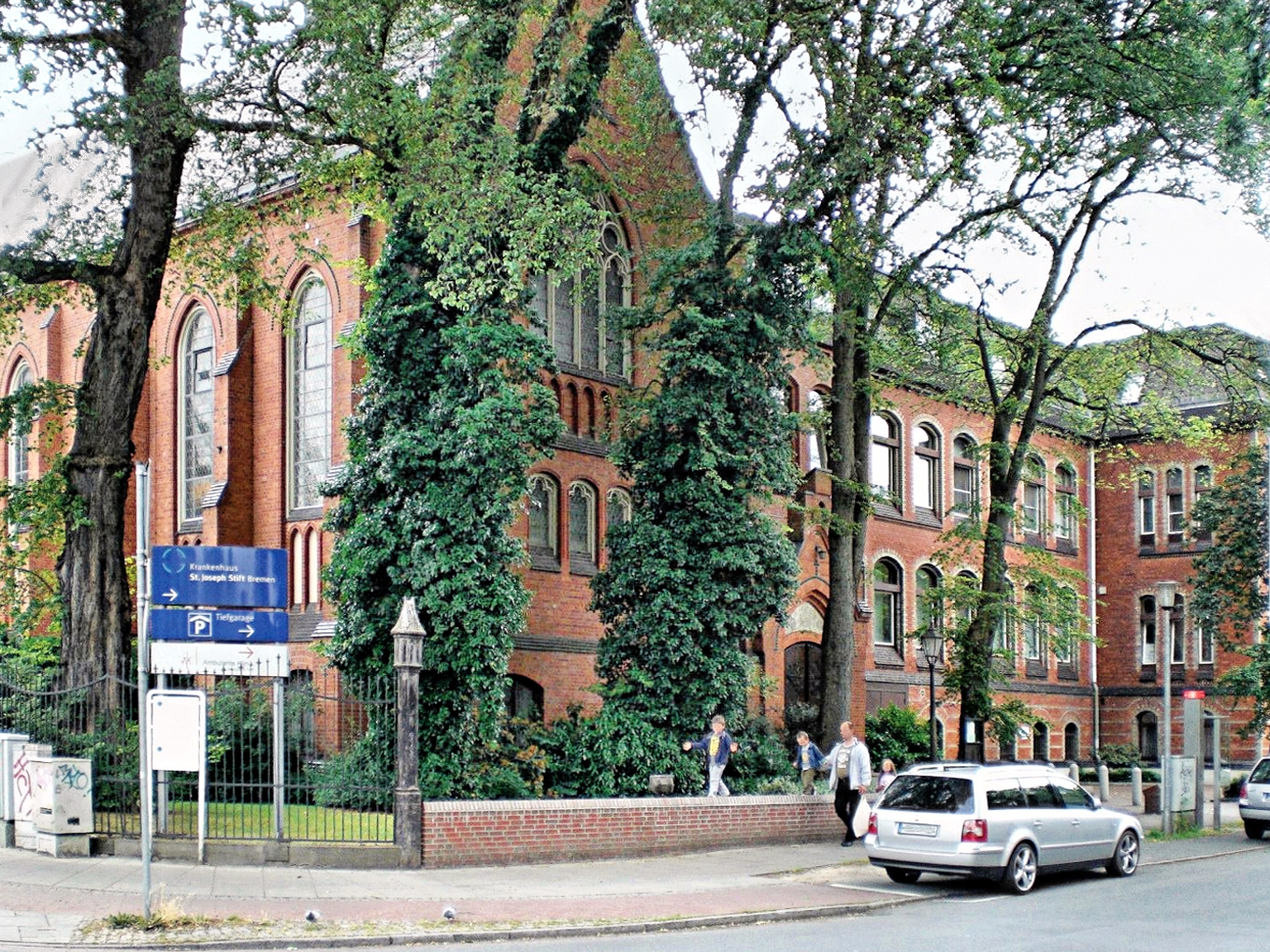
Krankenhaus St. Joseph-Stift (Teil des Altbaubereichs, links die Kapelle)

Schwachhausen ist ein Wohnstandort des gehobenen Bedarfs mit einer Reihe örtlicher Einkaufzonen an der Schwachhauser Heerstraße, Wachmannstraße, H.H.-Meierallee/Kulenkampffallee.
Der größte Arbeitgeber ist das Krankenhaus St. Joseph-Stift mit rund 1.000 Mitarbeitern. Weiterhin befinden sich die Ärztekammer, die Landesversicherungsanstalt, die Deutsche Post sowie viele kleinere Dienstleistungsunternehmen und Freiberufler im Stadtteil.
Wochenmärkte bestehen in den Ortsteilen Bürgerpark (Benqueplatz) und Schwachhausen (H-H.-Meier-Allee).

### Verkehr

#### ÖPNV
Folgende Straßenbahn- und Buslinien der Bremer Straßenbahn AG (BSAG) verkehren tagsüber durch Schwachhausen:
- Straßenbahnlinie 1: Huchting – Neustadt – Mitte – Schwachhausen – Vahr – Osterholz – Weserpark – Bahnhof Mahndorf
- Straßenbahnlinie 4: Arsten – Neustadt – Mitte – Schwachhausen – Horn – Borgfeld – Lilienthal
- Straßenbahnlinie 6: Flughafen – Mitte – Schwachhausen – Riensberg – Universität
- Straßenbahnlinie 8: Huchting – Neustadt – Mitte – Schwachhausen – Kulenkampffallee
- Buslinie 21: Blockdiek – Sebaldsbrück (Mercedes-Benz) – Vahr – Horn – Universität
- Buslinie 22: Kattenturm – Habenhausen – Schwachhausen – Universität
- Buslinie 24: Rablinghausen – Neustadt – Mitte – Schwachhausen – Neue Vahr-Nord

Nachts ist Schwachhausen durch folgende Nachtlinien angebunden:
- Nachtlinie N1 (Straßenbahn): Huchting – Neustadt – Mitte – Schwachhausen – Vahr – Osterholz – Weserpark – Bahnhof Mahndorf
- Nachtlinie N3 (Bus): Rablinghausen – Neustadt – Mitte – Schwachhausen – Universität – Horn – Oberneuland – Osterholz – Bahnhof Mahndorf
- Nachtlinie N4 (Straßenbahn): Arsten – Neustadt – Mitte – Schwachhausen – Horn – Borgfeld – Lilienthal
- Nachtlinie N9 (Bus): Huckelriede – Kattenturm – Arsten – Habenhausen – Huckelriede – Neustadt – Mitte – Schwachhausen – Neue Vahr-Nord

#### Straßen
Schwachhausen kann erreicht werden
- über die Autobahn A 27, Abfahrten HB-Vahr und HB-Horn-Lehe,
- von Bremen-Mitte über Dobbenweg und Schwachhauser Heerstraße,
- von der Östlichen Vorstadt über Stader Straße/Georg-Bitter-Str. – Kirchbachstraße,
- von Hemelingen über die Vahrer Straße oder die Ludwig-Roselius-Allee.

Die innerörtlichen Haupterschließungstraßen sind die Parkallee, Schwachhauser Heerstraße, Kurfürstenallee, Kirchbachstraße und Hollerallee sowie für die Stadtbahn die Hartwigstraße – Crüsemannallee und die Wachmannstraße – H.-H.-Meier-Allee.

## Persönlichkeiten
- Hermann Buse, bis 1824 Untervogt für das Gericht Schwachhausen (Vogthof an der Geete)
- Otto Gildemeister (1823–1902), Journalist, Schriftsteller, Übersetzer, Senator und Bremer Bürgermeister
- August Kippenberg (1830–1889), Lehrer, Gründer des Kippenberg-Gymnasium
- Johann Depken (1837–1909), Gemeindevorsteher, Abgeordneter des Reichstags und der Bürgerschaft
- Johanne Kippenberg (1842–1925), Lehrerin und Schulleiterin
- Johann Depken (1868–1938), Abgeordneter der Bürgerschaft
- Paula Modersohn-Becker (1876–1907), Malerin, wohnte ab 1888 in der Schwachhauser Heerstraße (Becker-Haus)
- Theodor Spitta (1873–1969), Politiker (DDP, FDP/BDV), Senator und Bürgermeister
- Dora Garbade (1893–1981), Wegbereiterin der Landfrauenbewegung, geboren in Schwachhausen
- Karl Carstens (1914–1992), deutscher Bundespräsident von 1979 bis 1984, geboren in der Schwachhauser Fitgerstraße
- Susanne Grobien (* 1960), Mitglied im Beirat und Bürgerschaftsabgeordnete (CDU) seit 2011
- Jurica Vranješ (* 1980), Fußballspieler
- Clemens Fritz (* 1980), in Schwachhausen lebender Fußballspieler
- Per Mertesacker (* 1984), in Schwachhausen lebender Fußballspieler